# アルマン・ロリアンテ
アルマン・ロリアンテ（フランス語: Armand Laurienté、1998年12月4日 - ）は、フランスイル＝ド＝フランス地域圏ヴァル＝ドワーズ県ゴネス出身のサッカー選手。ポジションはFW。セリエB・USサッスオーロ・カルチョ所属。

## クラブ経歴
1998年にパリ北東部の郊外に生まれたロリアンテのユース時代のサッカーキャリアはあまり記録されていない。
スタッド・レンヌの下部組織出身で、2018年7月23日にプロ契約の締結及びリーグ・ドゥのUSオルレアン・ロワレへの期限付き移籍が発表された。同月27日にプロ初出場を記録した。オルレアンでは12試合に出場して3ゴールという若い選手としては十分な成績を残し、2019年1月末にレンヌに復帰した。

### ロリアン
同年9月1日にリーグ・ドゥのFCロリアンに期限付き移籍。2得点にとどまったもののパフォーマンスの向上は有益だった。ロリアンは同シーズンにリーグ・アン昇格を決め、ロリアンテの才能に感銘を受けて300万ユーロという若い選手にしては高額な移籍金を提示したが、それは将来的にはわずかなものだった。そして2021-22シーズンにはダンゴ・ワッタラ、テレム・モフィとともに前線を形成し、3人でチームの半分以上のゴールとなる18ゴール8アシストを記録した。

### サッスオーロ
2022年8月31日にセリエAのUSサッスオーロ・カルチョに完全移籍した。
2023-24シーズンにサッスオーロがセリエBへと降格したことで、ロリアンテ個人にはASローマやSSCナポリをはじめ、プレミアリーグのアーセナルなど複数の国外クラブも興味を示したが、サッスオーロのセリエA復帰のためにクラブに留まることを決断した。
2024-25シーズン、ファビオ・グロッソ監督の下でサッスオーロは5試合を残してセリエB優勝を決めて1年でセリエAに復帰。2月にはリーグ最多の5ゴール（4ゴール1アシスト）に関与し月間最優秀選手を受賞し、シーズンを通じてセリエB得点王となる18ゴールを挙げ、チームのセリエA昇格に大きな貢献をしたロリアンテはこの年のセリエBシーズン最優秀選手に選出された。

## 代表歴
年代別代表ではフランス代表としてUEFA U-21欧州選手権2021のグループリーグに参加した。

## 私生活
生まれはフランス本土であるが、血筋はグアドループに持っている。

## タイトル
サッスオーロ
- セリエB : 2024-25

個人
- セリエBシーズン最優秀選手 : 2024-25
- セリエB得点王 : 2024-25
- セリエB月間最優秀選手 : 2025年2月